# Informant

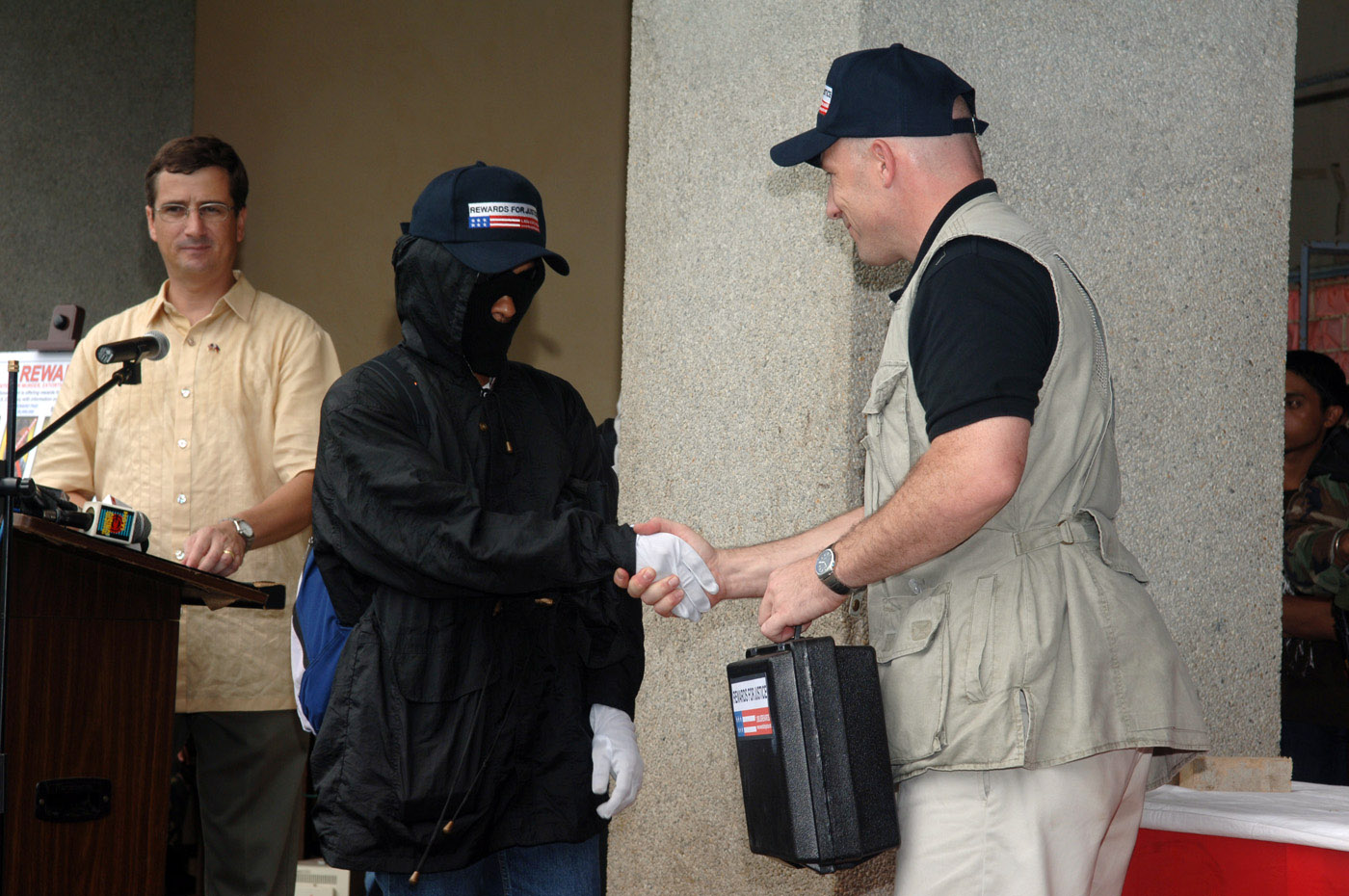
Een onherkenbaar gemaakte Filipijnse informant krijgt een voorschot uitgereikt door een medewerker van het Amerikaanse ministerie van buitenlandse zaken. Hij werd hiermee beloond voor het verschaffen van inlichtingen die leidden tot het uitschakelen van twee leden van de islamitische terroristische organisatie Abu Sayyaf.

Een informant is iemand die in het geheim (vertrouwelijke) informatie levert aan een opsporingsdienst (de recherche) of inlichtingendienst, al dan niet op verzoek van die dienst. Een infiltrant is iemand die zelf (actief) deelneemt aan criminele activiteiten om daarover inlichtingen te kunnen verschaffen. Voorbeelden zijn de criminele burgerinfiltrant in onderzoeken naar georganiseerde criminaliteit en informanten die in de voormalige DDR door de staatsveiligheidsdienst Stasi werden geworven om 'verdachte' personen en activiteiten door te geven.
In veel gevallen kunnen (criminele) burgerinformanten of -infiltranten die met de politie samenwerken, rekenen op een mildere behandeling door het openbaar ministerie, of worden zij zelfs in het geheel niet vervolgd voor misdrijven die zij als informant of infiltrant gepleegd hebben. Ook komt het voor dat informanten en burgerinfiltranten een geldelijke beloning ontvangen voor hun werk.

## Nederland

### Politie en justitie
In de Circulaire bijzondere opsporingsgelden en in de Wet politiegegevens wordt een informant omschreven als
Een persoon die heimelijk aan een opsporingsambtenaar informatie verstrekt omtrent strafbare feiten of ernstige schendingen van de openbare orde, die door anderen zijn of worden gepleegd of verricht, welke verstrekking gevaar voor deze persoon of voor derden oplevert.
Een subcategorie hiervan is de burgerinfiltrant, een persoon die geen opsporingsambtenaar is en op verzoek van de officier van justitie deelneemt aan of medewerking verleent aan een criminele organisatie, met als doel het strafrechtelijk onderzoek vooruit te helpen.
In de jaren 1990 ontstond ophef over de wijze waarop het interregionaal rechercheteam Noord-Holland/Utrecht gebruik maakte van criminele burgerinfiltranten (die dus zelf ook strafbare feiten hebben gepleegd) bij het onderzoek naar georganiseerde misdaad. Criminele burgerinfiltranten als de Sapman, de Taartman en Haagse Kees konden ongestoord hun criminele activiteiten ontplooien, waarbij honderden kilo's harddrugs werden doorgelaten, en mochten hun onwettig verkregen winsten houden, terwijl volstrekt niet duidelijk was wie hierover de regie had.
Deze IRT-affaire leidde tot een parlementaire enquête onder de commissie Van Traa, en tot zo'n twintig jaar erna was het gebruik van criminele burgerinfiltranten feitelijk niet meer mogelijk. In 2002 werd wel een uitzondering gemaakt voor onderzoeken naar terrorisme, maar pas in 2014 ging de Tweede Kamer onder voorwaarden akkoord met het weer kunnen inzetten van criminele burgerinfiltranten voor andere vormen van (georganiseerde) misdaad.
In het eindrapport van de commissie Van Traa wordt onderscheid gemaakt in verschillende categorieën informanten en infiltranten:
Informant
Geeft informatie aan opsporingsinstanties, maar verricht daarvoor geen bijzondere activiteiten
Gestuurde informant
Verricht op verzoek bepaalde niet-criminele activiteiten om inlichtingen te vergaren
Burgerinfiltrant
Verricht op verzoek criminele activiteiten of verleent steun aan een criminele groepering om inlichtingen te vergaren

### Raad voor de Kinderbescherming
De Raad voor de Kinderbescherming kan in bepaalde gevallen aan burgers of professionals vragen inlichtingen te verschaffen over (de omgeving van) een kind waarvan vermoed wordt dat het in een onveilige situatie verkeert. Deze personen worden ook informant genoemd.

### AIVD
De Algemene Inlichtingen- en Veiligheidsdienst (AIVD) heeft in binnen- en buitenland informanten die de dienst van inlichtingen voorzien. Het betreft hier burgers die vrijwillig meewerken en niet onder directe regie van de AIVD staan.
De voorganger van de AIVD, de Binnenlandse Veiligheidsdienst (BVD), was onder andere berucht om de inzet van vele informanten en infiltranten in communistische en socialistische politieke en maatschappelijke organisaties tijdens de Koude Oorlog. Zo werd wel geschat dat minstens één op de 25 leden van de Communistische Partij Nederland destijds een BVD-informant of -infiltrant was.